# Стефан Шиндилов
Стефан Костадинов Шиндилов, наречен Шиндил или Шундула, е български революционер, прилепски войвода на Вътрешната македоно-одринска революционна организация.

## Биография
Стефан Шиндилов е роден в прилепското село Зързе, тогава в Османската империя, днес в Северна Македония. Присъединява се към ВМОРО и е определен за прилепски полски войвода. На 8 април 1907 година четата му води сражение с турски аскер в местността Пещерите край Трояци, при което загиват войводата и всичките му четници, сред които и секретарят му Никола Тенев Станев от карловското село Крън.